# 吳徵鑑
吳徵鑑（1909年—1982年），字若水，男，江苏仪征人，中国寄生虫学家。中国医学科学院副院长。

## 生平
1909年生。1931年毕业于金陵大学，获理学学士学位，后留校任动物系助教。1933年辞去助教职务，进入南京中央卫生实验处，从事寄生虫病学研究。曾深入黑热病重灾区的江苏淮阴农村开展防治工作。此后，他一直奋战在防治寄生虫病的第一线。
1956年加入中国共产党。1978年开始担任中国医学科学院副院长。因患癌症于1982年9月19日在北京逝世。遗愿包含將遺體捐做解剖研究，骨灰肥田用，不开追悼会等。

## 家庭
祖父吴筠孙。父亲吴启贤（佑人），母亲刘钟璇。哥哥吴白匋，弟弟吳徵鎧、吳徵鎰，四人合称吴氏四杰。